# Osiedle Parkowe (Mrągowo)
Osiedle Parkowe – osiedle mieszkaniowe w Mrągowie, położone między ulicami Brzozową (od wschodu) i Rynkową (od północy) oraz linią kolejową (od zachodu). 
Powstało w latach 60 w miejscu dawnego targu bydlęcego. Nazwa osiedla nawiązuje od pobliskiego Parku im. gen. Władysława Sikorskiego. Znajduje się tu urząd pocztowy oraz niewielkie centrum handlowe. Przez osiedle przebiegają linia autobusów komunikacji miejskiej.
Na południe od osiedla znajdowała się fabryka mebli, która upadła w 2007. W jej miejsce pomiędzy 2011 a 2013 wybudowano Centrum Handlowe "Fabryka" mieszczące supermarket i mini galerię handlową.